# UGA Barcelona
UGA Barcelona, pełne nazwy: Unión Graciense de Ajedrez oraz Unió Gracienca d'Escacs – funkcjonujący w latach 1940–2012 klub szachowy z siedzibą w dzielnicy Gràcia (Barcelona), pięciokrotny mistrz Hiszpanii.

## Historia
Korzenie klubu sięgają założonego w 1924 roku Penya Gracienca d’Escacs. Po zakończeniu hiszpańskiej wojny domowej cztery kluby szachowe – Penya Gracienca d’Escacs, Avant Escacs, Club Escacs Gràcia i Cercle Gracienc d’Escacs – zostały zobligowane do połączenia się. W ten sposób początkowo podmioty te połączyły się w dwa twory: Unión Ajedrecista de Gracia i Unión Graciense de Ajedrez, a w 1940 roku połączono je pod nazwą Unión Graciense de Ajedrez (UGA). Pierwszym prezydentem klubu był Piqué.
W 1963 roku zespół zadebiutował w Primera División, zajmując czwarte miejsce. Identyczny rezultat uzyskano w 1967 roku. W 1972 roku szachiści klubu zajęli trzecie miejsce w lidze. W sezonie 1976 zdobyto wicemistrzostwo, a trzy lata później – mistrzostwo. W 1980 roku UGA zajęła trzecie miejsce w lidze, a w latach 1982–1983, 1985 i 1989 – drugie. W latach 1991–1993 klub zdobył trzy tytuły mistrzowskie z rzędu. W 1993 roku klub wystąpił ponadto jedyny raz w Pucharze Europy. Po zwycięstwach z Bohemiansem Praga (4:2) i Boavista FC (4,5:1,5), klub przegrał baraż o awans z grupy 7 z Lyon-Oyonnax-Échecs. W 1995 roku klub zdobył wicemistrzostwo kraju, a rok później – piąty tytuł. W 1997 roku uzyskano trzecie miejsce, natomiast w latach 1998–1999 – wicemistrzostwo. W 2000 roku zespół spadł z ligi, wrócił do niej na lata 2004–2007. W 2009 roku ponownie występował w najwyższej klasie rozgrywkowej, z której spadł rok później.
W 2012 roku nastąpiła fuzja UGA z CE Barcelona, w efekcie której powstał klub CE Barcelona-UGA.

## Arcymistrzowie w historii klubu
- Wiktor Bołogan[13]
- Rubén Felgaer[14]
- José Luis Fernández García[15]
- José González García[16]
- Miguel Illescas Córdoba[17]
- Josep Manuel López Martínez[18]
- Jordi Magem Badals[19]
- Jewhen Mirosznyczenko[18]
- Yannick Pelletier[13]
- József Pintér[15]
- Arturo Pomar Salamanca[20]
- Amador Rodríguez Céspedes[21]
- Alfonso Romero Holmes[2]